# العلاقات التوفالية الموريتانية
العلاقات التوفالية الموريتانية هي العلاقات الثنائية التي تجمع بين توفالو وموريتانيا.

## مقارنة بين البلدين
هذه مقارنة عامة ومرجعية للدولتين:
| وجه المقارنة                                              | توفالو                         | موريتانيا                 |
| --------------------------------------------------------- | ------------------------------ | ------------------------- |
| المساحة (كم2)                                             | 26                             | 1.03 مليون                |
| عدد السكان (نسمة)                                         | 11.19 ألف                      | 4.42 مليون                |
| الكثافة السكانية (ن./كم²)                                 | 43.04 ألف                      | 4.29                      |
| العاصمة                                                   | فونافوتي                       | نواكشوط                   |
| اللغة الرسمية                                             | اللغة التوفالوية، لغة إنجليزية | اللغة العربية، لغة فرنسية |
| العملة                                                    | دولار توفالو                   | أوقية موريتانية، أوقية ‏   |
| الناتج المحلي الإجمالي (بليون دولار)                      | 39.73 مليون                    | 5.02 مليار                |
| الناتج المحلي الإجمالي (تعادل القوة الشرائية) بليون دولار | 38.93 مليون                    |                           |
| الناتج المحلي الإجمالي الاسمي للفرد دولار أمريكي          | 3.29 ألف                       |                           |
| الناتج المحلي الإجمالي للفرد دولار أمريكي                 | 3.77 ألف                       | 3.91 ألف                  |
| مؤشر التنمية البشرية                                      |                                | 0.506                     |
| رمز المكالمات الدولي                                      | +688                           | +222                      |
| رمز الإنترنت                                              | .tv                            | .mr                       |
| المنطقة الزمنية                                           | ت ع م+12:00                    | 00                        |

## منظمات دولية مشتركة
يشترك البلدان في عضوية مجموعة من المنظمات الدولية، منها:
| علم المنظمة | اسم المنظمة                                 | تاريخ انضمام توفالو | تاريخ انضمام موريتانيا |
| ----------- | ------------------------------------------- | ------------------- | ---------------------- |
|             | مجموعة دول أفريقيا والكاريبي والمحيط الهادئ | ?                   | ?                      |
|             | منظمة حظر الأسلحة الكيميائية                | ?                   | ?                      |
|             | الأمم المتحدة                               | 5 سبتمبر 2000       | 27 أكتوبر 1961         |
|             | يونسكو                                      | 21 أكتوبر 1991      | 10 يناير 1962          |
|             | مؤسسة التنمية الدولية                       | 24 يونيو 2010       | 10 سبتمبر 1963         |
|             | البنك الدولي للإنشاء والتعمير               | 24 يونيو 2010       | 10 سبتمبر 1963         |
|             | الاتحاد البريدي العالمي                     | ?                   | ?                      |
|             | الاتحاد الدولي للاتصالات                    | 15 أغسطس 1996       | 18 أبريل 1962          |